# Amtsgericht Oranienburg

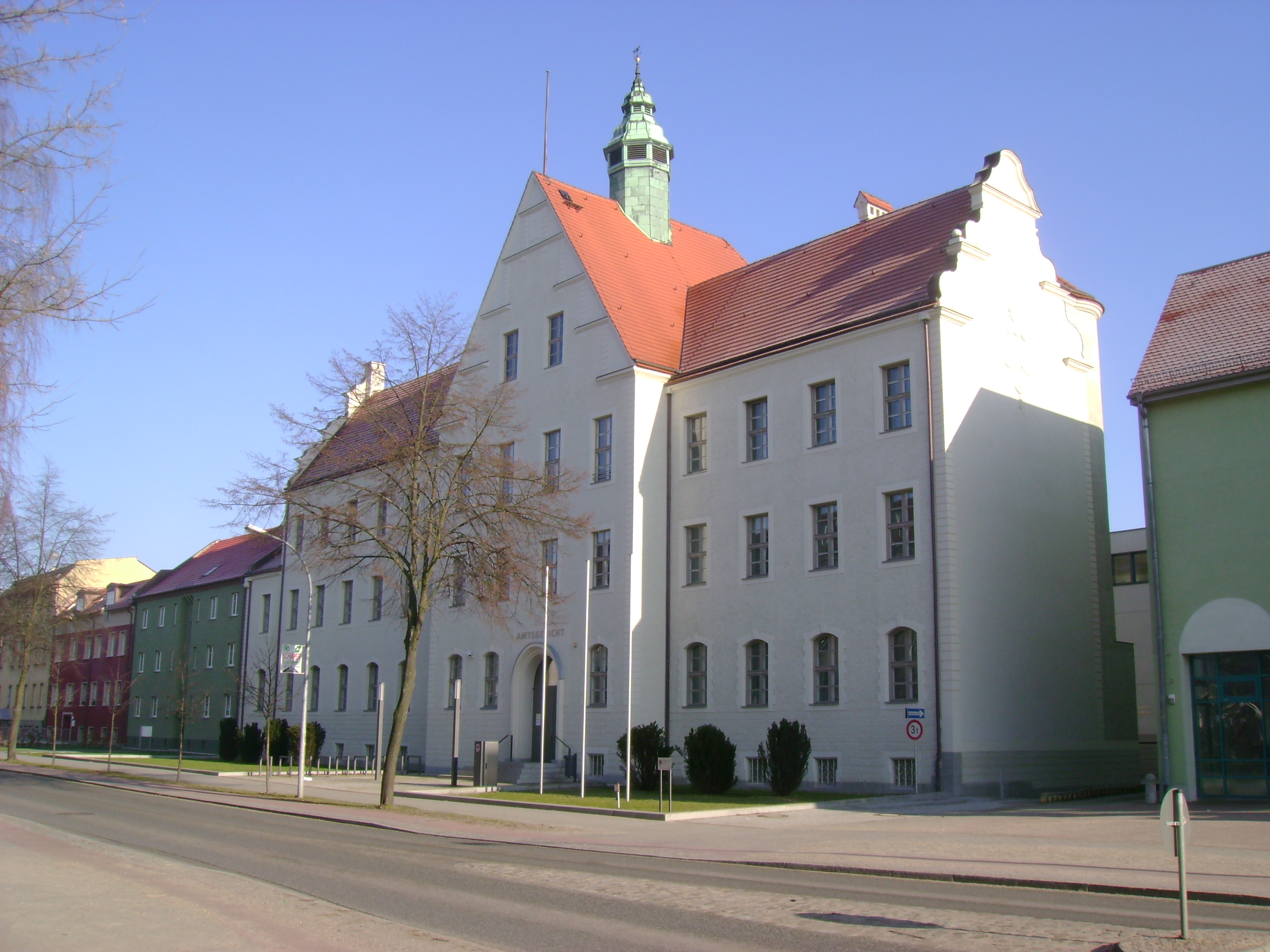
Amtsgericht Oranienburg (2011)

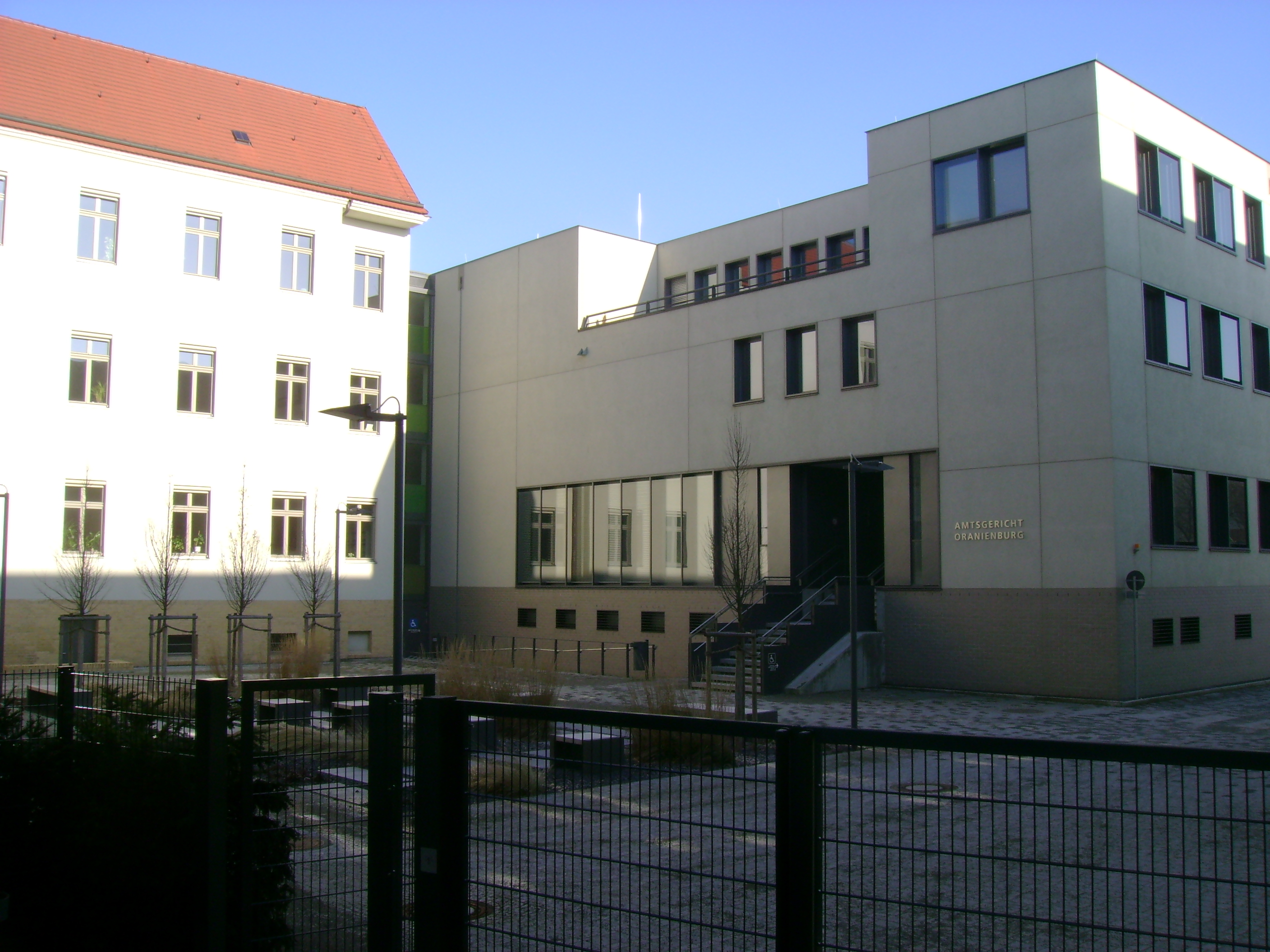
Erweiterungsbau hinter dem Hauptgebäude (2011)

Das Amtsgericht Oranienburg ist eines von 24 Amtsgerichten in Brandenburg und ein Gericht der ordentlichen Gerichtsbarkeit.

## Amtsgerichtsbezirk
Der Bezirk des Amtsgerichtes Oranienburg erstreckt sich auf die Städte Hennigsdorf, Hohen Neuendorf, Kremmen, Oranienburg und Velten sowie die Gemeinden Birkenwerder, Glienicke/Nordbahn, Leegebruch, Mühlenbecker Land und Oberkrämer.

## Zuständigkeit und Aufgaben
In den Zuständigkeitsbereich des Amtsgerichtes fallen folgende Tätigkeiten: Familienverfahren, Gerichtszahlstelle, Grundbuchamt, Hinterlegungsstelle, Nachlassverfahren, Ordnungswidrigkeitensachen, Rechtsantragstelle, Strafverfahren, Vormundschaftsverfahren, Zeugenbetreuungsstelle, Zivilverfahren und die Zwangsvollstreckung.

## Übergeordnete Gerichte
Im Instanzenzug übergeordnet sind das Landgericht Neuruppin, das Brandenburgische Oberlandesgericht (in Brandenburg an der Havel) und der Bundesgerichtshof.

## Geschichte
Ab 1849 bestand das Kreisgericht Berlin. Übergeordnet war das Kammergericht. In Oranienburg bestand eine Zweigstelle (Gerichtsdeputation) des Kreisgerichtes Berlin. Im Rahmen der Reichsjustizgesetze wurden diese Gerichte aufgehoben und reichsweit einheitlich Oberlandes-, Land- und Amtsgerichte gebildet. Das königlich preußische Amtsgericht Oranienburg wurde mit Wirkung zum 1. Oktober 1879 als eines von 14 Amtsgerichten im Bezirk des Landgerichtes Berlin II im Bezirk des Kammergerichtes gebildet. Der Sitz des Gerichtes war die Stadt Oranienburg.
Sein Gerichtsbezirk umfasste
- aus dem Kreis Niederbarnim den Stadtbezirk Oranienburg, die Amtsbezirke Birkenwerder, Mühlenbeck Forst, Neuholland Forst, Oranienburg Forst, Sachsenhausen, Schönfließ, Wandlitz und Zehlendorf, den Amtsbezirk Freienhagen ohne den Gemeindebezirk Neuholland, den Amtsbezirk Schönerlinde ohne den Gemeindebezirk Schönerlinde und den Gemeindebezirk Bernöwe-Wittenberge aus dem Amtsbezirk Liebenwalder Forst
- aus dem Kreis Osthavelland den Guts(forst)bezirk Pinnow aus dem Amtsbezirk Hennigsdorf und den Gutsbezirk Pinnow aus dem Amtsbezirk Velten.[1]

Am Gericht bestanden 1880 zwei Richterstellen. Das Amtsgericht war damit ein mittelgroßes Amtsgericht im Landgerichtsbezirk. Im Jahre 1899 wurde das Amtsgericht Oranienburg dem Landgericht Berlin III zugeteilt. 1933 wurden die Berliner Landgerichte zum Landgericht Berlin zusammengeschlossen und das Amtsgericht Oranienburg blieb in dessen Sprengel. Nach dem Zweiten Weltkrieg wurde das Amtsgericht Oranienburg dem Landgericht Potsdam zugeordnet. Zwischen 1951 und 1952 gehörte es dann zum Landgericht Eberswalde. Zum 1. Juli 1951 wurde das Amtsgericht Kremmen aufgelöst und sein Sprengel dem Amtsgericht Oranienburg zugeordnet.
Im Jahre 1952 wurden in der DDR die Amtsgerichte abgeschafft und stattdessen Kreisgerichte gebildet. Oranienburg kam zum Kreis Oranienburg im Bezirk Potsdam, zuständiges Gericht war damit das Kreisgericht Oranienburg. Das Amtsgericht Oranienburg wurde aufgehoben. Das Brandenburgische Gerichtsneuordnungsgesetz (BbgGerNeuOG), verkündet als Artikel 1 des Gesetzes zur Neuordnung der ordentlichen Gerichtsbarkeit und zur Ausführung des Gerichtsverfassungsgesetzes im Land Brandenburg vom 14. Juni 1993, verfügte zum 1. Dezember 1993 die Fortführung der bestehenden Kreisgerichte als Amtsgerichte, die Fortführung der Bezirksgerichte in Cottbus, Frankfurt (Oder) und Potsdam als Landgerichte und die Errichtung eines weiteren Landgerichtes in Neuruppin. Damit entstand das Amtsgericht Oranienburg neu. Es wurde dem Landgericht Neuruppin zugeordnet.

## Gerichtsgebäude
Das heutige Gebäude des Amtsgerichtes in der Berliner Straße 38 entstand 1906 nach Plänen des königlichen Kreisbauinspektors Baurat Franz Jaffé. Mit seiner barocken Prachtfassade wurde es 1944 bei einem alliierten Luftangriff zerstört und bis 1952 wieder aufgebaut. Die Fassade wurde dabei nicht wieder komplett hergestellt. Lediglich der Giebel im Stil der Renaissance und das Treppenhaus in barockem Baustil wurden restauriert. Hinter dem Gerichtsgebäude befand sich ein Gefängnis, das als Untersuchungsgefängnis und Justizvollzugsanstalt genutzt wurde. Dieses war mit einem unterirdischen Gang mit dem Gerichtsgebäude verbunden. Nach dem Abriss des Gefängnisses baute man dort zwischen 2004 und 2008 den Erweiterungsbau des Gerichtes. Das Hauptgebäude steht unter Denkmalschutz.

## Persönlichkeiten
Von 1993 bis 2008 war Sabine Stachwitz Direktorin des Amtsgerichts.